# WideShop
WideShop（ワイドショップ）は、ワイドテックによる、ECサイト・ネットスーパー構築運営システムの名称であり「eShopMaker」の後継製品である。

## 概略
2005年に(株)ALLPLANとの「Goodmorning Shop」に関する業務契約調印を行い、
同年、「Goodmorning Shop」を基に再設計を行った「eShopMaker」を発表。
後に「eShopMaker」への大幅な変更や追加が加えられたことにより、「eShopMaker」の販売を終了とし、
グレードアップ版として「WideShop」を発表。